# Динаміка біорізноманіття

Емблема першої конференції з циклу «Динаміка біорізноманіття»

Динаміка біорізноманіття (динаміка БР) — щорічна конференція та назва відповідного збірника наукових праць, започатковані групою українських науковців за підтримки Лабораторії "Корсак" 2012 року.

## Ключова ідея
Ідея полягає об'єднанні зусиль різних дослідників, незалежно від вузької спеціалізації (зоологів, ботаніків, мікологів, гідробіологів тощо) у аналізі багаторічних змін біоти. Такі зміни, у багатьох випадках провоковані діяльністю людини, є дуже значимими, оскільки ведуть до ротації біорізноманіття — зникнення одних видів (проблематика "червоних" та "чорних" книг) та появи інших (проблематика біологічних інвазій та експансій). 
Звичайно ці дві теми розглядаються дослідниками окремо, проте в диверсикології (наука про біорізноманіття) одним з центральних напрямків дослідження є аналіз триєдиної задачі: виявлення закономірностей формування, моніторинг поточного стану та прогноз подальших змін біотичних угруповань. Ключовим у цій тріаді є ротація БР, його багаторічні зміни, оцінки та прогноз таких змін.
див. також: індекс ротації фауни

## Історія конференції та видань
Перша конференція оголошена восени 2011 року і відбулася у квітні 2012 року (19-21/04/2012). Її було присвячено 20-річчю Конвенції щодо біорізноманіття, відкриття якої до підписання різними країнами сталося 5 червня 1992 року на Конференції ООН з навколишнього середовища і розвитку («Саміт Землі», Ріо). Важливо відзначити, що 2011—2020 роки, згідно з Резолюцією Генеральної Асамблеї
ООН (65/161 від 20.12.2011 р.), оголошено Десятиріччям біорізноманіття.
Друга конференція відбулася 25–27 квітня 2013 року в мультимедійному центрі ЛНУ ім. Т. Шевченка і об'єднувала три секції:
1) студентську конференцію «Екосистеми сходу України» 25.04.2013 р. (післяобідні сесії); 2) регіональну конференцію «Структура та динаміка зооценозів сходу України», 26.04.2013 р. (ранкові сесії);
3) вечір 26.04 і ранок 27.04 — польові заняття на НПТ «Ново-Ільєнко».
Збірник наукових праць першої конференції видано у вересні 2012 року. Його упорядником та науковим редактором став голова оргкомітету конференції Ігор Загороднюк, членами редколегії були Ігор Дикий (Львівський національний університет імені Івана Франка), Володимир Домашлінець (Міністерство екології та природних ресурсів України), Ігор Загороднюк (Луганський національний університет імені Тараса Шевченка), Юлія Куцоконь (Інститут зоології імені Івана Шмальгаузена НАН України), Іван Парнікоза (Історико-архітектурна пам'ятка-музей «Київська фортеця»), Микита Перегрим (Київський національний університет імені Тараса Шевченка), Володимир Різун (Державний природознавчий музей НАН України), Віталій Форощук (Східноукраїнський національний університет імені Володимира Даля).
- Динаміка біорізноманіття 2012 : зб. наук. пр. / за ред. І. Загороднюка ; Держ. закл. «Луган. нац. ун-т імені Тараса Шевченка». — Луганськ: Вид-во ДЗ «ЛНУ імені Тараса Шевченка», 2012. — 252 с. — ISBN 978-966-617-297-9.

Вебсторінка конференції була створена і тривалий час (до війни 2014 року) існувала на сайті «Екологія та охорона природи на сході України», який вела Лабораторія Корсак. На цій сторінці було вміщено інформацію (та посилання на інші сторінки) про І і ІІ конференції, інформаційні листи, програми зустрічей, pdf збірника праць, презентацію про підсумки першої конференції. Наразі сторінка про конференцію збереглася на сайті Теріошколи. Там само вмішено презентацію про конференцію та видання її матеріалів .
У листопаді 2012 р. відбулася презентація видання матеріалів першої конференції «Динаміка біорізноманіття 2012», що набуло помітного поширення в мережі,.